# Michael Scott (Schriftsteller, 1959)
Michael Peter Scott (* 28. September 1959 in Dublin) ist ein irischer Schriftsteller. Einige seiner Bücher schrieb er unter den Namen Mike Scott oder Anna Dillon.

## Leben
Scott wollte ursprünglich Bibliothekar werden, als aber zur Zeit seines Schulabschlusses sein Vater verstarb, arbeitete er eine Weile als Buchhändler für Webb’s bookshop (Dublin) und weitere Buchhändler, um die Familie zu unterstützen. Er begann 1981 mit dem Schreiben, sein erstes Buch mit irischen Sagen erschien 1983. 1991 war er der offizielle Stadtschreiber (writer in residence) Dublins, das in diesem Jahr den Titel Kulturstadt Europas führte. Er schreibt sowohl für Erwachsene als auch für Kinder und Jugendliche, einen großen Anteil seines Werkes machen gesammelte irische und keltische Mythen und Märchen sowie Fantasy-Romane aus. Unter dem Pseudonym Anna Dillon (dem Namen seiner Frau) schrieb er Liebesromane und war lange Zeit erfolgreicher als unter seinem richtigen Namen. Insgesamt verfasste er bisher über 100 Bücher, darunter auch Kurzgeschichten und Drehbücher. Sein Roman The Alchemyst: The Secrets of the Immortal Nicholas Flamel (deutsch: Der unsterbliche Alchemyst), ein Fantasy-Buch für Jugendliche, erreichte 2007 Platz 2 der New York Times Bestseller List in der Kategorie Jugendbücher. Auch die folgenden Bände der Serie Die Geheimnisse des Nicholas Flamel waren sehr erfolgreich.
Neben seiner Autorentätigkeit hält er Workshops und Schreibkurse in Bibliotheken und Schulen sowohl in Irland als auch in Amerika. Er lebt in Dublin, ist verheiratet und hat zwei Kinder.

## Werke

### Bücher für Erwachsene

#### Irish Folk & Fairy Tales
- Irish Folk & Fairy Tales 1, Sphere 1983, ISBN 0-7221-7639-2
- Irish Folk & Fairy Tales 2, Sphere 1983, ISBN 0-7221-7640-6
- Irish Folk & Fairy Tales 3, Sphere 1983, ISBN 0-7221-7641-4

#### Tales of the Bard
- Magician’s Law, Sphere 1987, ISBN 0-7221-7775-5
- Demon’s Law, Sphere 1988, ISBN 0-7221-7776-3
- Death’s Law, Sphere 1989, ISBN 0-7221-7777-1

#### The Arcana
- Silverhand, Baen 1995, ISBN 0-671-87652-X (mit Morgan Llywelyn)
- Silverlight, Baen 1995, ISBN 0-671-87728-3 (mit Morgan Llywelyn)

#### Weitere Romane
- Celtic Odyssey: The Voyage of Maildun, Sphere 1985, ISBN 0-7221-7642-2
- Navigator, Methuen 1988, ISWBN 0-413-17350-X (mit Gloria Gaghan)
- Banshee, Mandarin 1990, ISBN 0-7493-0111-2
- Image, Sphere 1991, ISBN 0-7474-0884-X (1992 Neuveröffentlichung als Anna Dillon)
- The River Gods,  Real Ireland Design 1991, ISBN 0-946887-21-7
- Irish Myths & Legends,  Sphere 1992, ISBN 0-7515-1242-7
- Reflection, Warner Books UK 1992, ISBN 0-7515-0047-X
- Imp, Warner Books UK 1993, ISBN 0-7515-0156-5
- Lottery,  O’Brien Press 1993, ISBN 0-86278-344-5
- Irish Ghosts & Hauntings, Sphere 1994, ISBN 0-7515-0154-9
- The Hallows, Signet Creed 1995, ISBN 0-451-18379-7
- Ireland – A Graphic History (Graphic Novel; mit Morgan Llywelyn, 1995)
- Etruscans, Tor 2000, ISBN 0-312-86627-5 (mit Morgan Llywelyn)
- The Merchant Prince, Pocket Books 2000, ISBN 0-671-03592-4 (mit Armin Shimerman)
- The Quiz Master, New Island Books 2004, ISBN 1-904301-50-9
  - The Quiz Master, Cornelsen 2006, ISBN 3-06-031807-7
- Vampyres of Hollywood, Thomas Dunne Books / St. Martin’s Press 2008, ISBN 978-0-312-36722-0 (mit Adrienne Barbeau)
- The Thirteen Hallows, Tor 2011, ISBN 978-0-7653-2852-6 (mit Colette Freedman)
  - Die 13 Heiligtümer, Penhaligon 2013, Übersetzer Hans Link, ISBN 978-3-7645-3110-2
- Mirror Image, Tor 2016, ISBN 978-0-7653-8522-2 (mit Melanie Ruth Rose)
  - Blutbann, Blanvalet  2015, Übersetzer Hans Link, ISBN 978-3-641-16057-9

### Bücher als Anna Dillon
- Seasons, Sphere 1988, ISBN 0-7221-3082-1
- Another Time, Another Season, Sphere 1989, ISBN 0-7474-0183-7
- Season’s End, Sphere 1991, ISBN 0-7474-0658-8
- Lies, Sphere 1992, ISBN 0-7474-0774-6
- The Affair, Poolbeg Press 2004, ISBN 1-84223-147-2
  - Die Affaire, Krüger 2007, Übersetzerin Theresia Übelhör, ISBN 978-3-8105-0451-7
- Consequences, Magna Large Print Books 2005, ISBN 0-7505-2630-0
  - Tage der Wahrheit, Krüger 2008, Übersetzerin Theresia Übelhör, ISBN 978-3-8105-0461-6

### Kinder- und Jugendbücher

#### De Dannan Tales
- Windlord, Wolfhound Press 1991, ISBN 0-86327-296-7
- Earthlord, Wolfhound Press 1992, ISBN 0-86327-343-2
- Firelord, Wolfhound Press 1994, ISBN 0-86327-385-8

#### Die Geheimnisse des Nicholas Flamel
Alle übersetzt von Ursula Höfker.
- The Secrets of the Immortal Nicholas Flamel: The Alchemyst, Delacorte Press 2007, ISBN 978-0-385-73357-1
  - Der unsterbliche Alchemyst, cbj 2008, ISBN 978-3-570-13377-4
- The Secrets of the Immortal Nicholas Flamel: The Magician, Delacorte Press 2007, ISBN 978-0-385-73358-8
  - Der dunkle Magier, cbj 2009, ISBN 978-3-570-13378-1
- The Secrets of the Immortal Nicholas Flamel: The Sorceress, Delacorte Press 2009, ISBN 978-0-385-73529-2
  - Die mächtige Zauberin, cbj 2010, ISBN 978-3-570-13784-0
- The Secrets of the Immortal Nicholas Flamel: The Necromancer, Delacorte Press 2010, ISBN 978-0-375-89660-6
  - Der unheimliche Geisterrufer, cbj 2011, ISBN 978-3-570-13785-7
- The Secrets of the Immortal Nicholas Flamel: The Warlock, Delacorte Press 2011, ISBN 978-0-385-73533-9
  - Der schwarze Hexenmeister, cbj 2012, ISBN 978-3-570-15433-5
- The Secrets of the Immortal Nicholas Flamel: The Enchantress, Delacorte Press 2012, ISBN 978-0-307-97766-3
  - Die silberne Magierin, cbj 2013, ISBN 978-3-570-15434-2
- Lost Stories, cbj 2015, ISBN 978-3-570-40299-3 (Sammlung zweier E-Book-Originale)

#### Tales from the Land of Erin
- A Bright Enchantment, Sphere 1985, ISBN 0-7221-7643-0
- A Golden Dream, Sphere 1985, ISBN 0-7221-7644-9
- A Silver Wish, Sphere 1985, ISBN 0-7221-7645-7

#### Green and Golden Tales
- Irish Hero Tales, The Mercier Press 1988, ISBN 0-85342-868-9
- Irish Fairy Tales, The Mercier Press 1988, ISBN 0-85342-866-2
- Irish Animal Tales, The Mercier Press 1989, ISBN 0-85342-867-0

#### October Moon
- October Moon, The O’Brien Press 1992, ISBN 0-86278-300-3
- Wolf Moon, The O’Brien Press 1992, ISBN 0-86278-420-4

#### Judith
Als Mike Scott.
- Judith and the Traveller,  Merlin Publishing 1992, ISBN 0-86327-299-1
- Judith and Spider, Wolfhound Press 1992, ISBN 0-86327-347-5
- Good Enough for Judith, Irish Amer Book 1994, ISBN 0-86327-396-3

#### Weitere Romane
- The Song of the Children of Lir, De Vogel 1983, ISBN 0-946860-00-9
- The Last of the Fianna, Pied Piper / Methuen Children’s Books 1987, ISBN 0-416-95920-2
- The Quest of the Sons,  Mammoth 1989, ISBN 0-7497-0006-8
- Saint Patrick, Anna Livia Press 1990, ISBN 1-871311-07-1
- The Story of Ireland,  Phoenix  1991, ISBN 0-460-88092-6
- House of the Dead (Other World), O’Brien Press 1993, ISBN 0-86278-339-9
- Gemini Game (Other World), O’Brien Press 1993, ISBN 0-86278-332-1
- The Piper’s Ring,  J M Dent & Sons 1993, ISBN 0-460-88130-2
- Fungie and the Magical Kingdom, National Gallery of Ireland 1994, ISBN 1-899565-00-0
- Magical Irish Folk Tales, Mercier Press  1995, ISBN 1-85635-110-6
- Vampyre, Poolbeg Press 1997, ISBN 1-85371-545-X
- 19 Railway Street, Poolbeg Press 1998, ISBN 1-85371-642-1 (mit Morgan Llywelyn)